# Norvellina cincta
Norvellina cincta är en insektsart som beskrevs av Kramer och Delong 1969. Norvellina cincta ingår i släktet Norvellina och familjen dvärgstritar. Inga underarter finns listade i Catalogue of Life.